# Elegocampa
Elegocampa là một chi bướm đêm thuộc họ Erebidae.